# Texas' segl
Den amerikanske delstat Texas' segl blev vedtaget som en del af Texas' forfatning fra 1845 og var baseret på Republikken Texas' segl, der blev vedtaget den 25. januar 1839. 
Illustrationen blev tegnet af Juan Vega i Round Rock, Texas, og vedtaget i 1991 af den daværende udenrigsminister John Hannah, Jr. og guvernør Ann W. Richards.
Seglet viser en femtakket stjerne omgivet af en olivengren og en egekvist, og ordene "The State of Texas."

## Segl fra regeringen i Texas
- Segl af Guvernør
- Segl af Vice-Guvernør
- Segl af Senatet
- Segl af Repræsentanternes Hus
- Segl af Formand for Repræsentanternes Hus